# Исландская коммерческая школа
Исландская коммерческая школа (исл. Verzlunarskóli Íslands, VÍ), также Верзлоу (Verzló) — частная средняя школа второй ступени в Рейкьявике, столице Исландии.

## История
В 1854 году упразднена датская торговая монополия в Исландии.
На собрании 15 апреля 1904 года торговец Бриньоульвюр Х. Бьяднасон (Brynjólfur H. Bjarnason; 1865—1934) выступил о необходимости создания коммерческой школы. Вопросом создания школы занялся Рейкьявикский профсоюз торговцев (Kaupmannafélag Reykjavíkur).
Основана 12 октября 1905 года Рейкьявикским профсоюзом работников торговли Рейкьявика (Verzlunarmannafélag Reykjavíkur, VR) и Рейкьявикским профсоюзом торговцев. Директором назначен торговец Оулавюр Г. Эйоульфссон (Ólafur G. Eyjólfsson). Обучение начали 47 учащихся.
Обучение изначально было совместным, учились и мальчики, и девочки, что оказало положительное влияние на гендерное равенство. В 1907 году школу окончила Ловиса Аугустсдоуттир (Lovísa Ágústsdóttir Fjeldsted; 1885—1964), жена Лауруса Фьельдстеда (Lárus Fjeldsted; 1879—1964), члена Верховного суда Исландии и бабушка по матери политика Тоумаса Тоумассона.
В 1908 году открыт дискуссионный клуб (Málfundafélag Verzlunarskóla Íslands, M.F.V.Í.) и начала издаваться школьная газета Viljinn («Воля»). Жизнь учащихся была более оживлённой по сравнению с другими школами того времени. Регулярно проводились танцы и многолюдный рождественский бал.
В 1922 году управление школой взяла на себя Исландская торговая палата.
Вероятно, зимой 1927/28 года учащиеся стали называть школу Верзлоу (Verzló).
В 1933 году вышел первый номер журнала Verzlunarskólablaðið.
В 1937 году учащиеся школы представили флаг, на котором изображён кадуцей, эмблема коммерции.
В 1930 году поэт Торстейдн Гисласон (Þorsteinn Gíslason; 1867—1938) опубликовал стихотворение „Kepp ötul fram vor unga stétt“, выбранное учащимися в качестве гимна школы.
В 1943 году создан факультет подготовки к выпускному экзамену на аттестат зрелости (stúdentspróf), дающему право поступления на бакалаврскую программу высшего образования. Первый выпуск состоялся в 1945 году, он состоял из 7 мальчиков. В следующем году выпускников было 15: 12 мальчиков и 3 девочки.
В 1953 году директором стал переводчик Йоун Гисласон (Jón Gíslason). При нём жизнь учащихся стала более интенсивной, открыты радиоклуб и киноклуб.
В 1967 году создано студенческое самоуправление (Nemendafélag Verzlunarskóla Íslands, NFVÍ).
В 1988 году основана Школа компьютерных наук (Tölvuháskóla Verzlunarskóla Íslands, TVÍ), положившая начало Рейкьявикской школе бизнеса (Viðskiptaháskólinn í Reykjavík), в 2000 году переименованной в Университет Рейкьявика.

## Здание школы
Первый 1905/06 учебный год прошёл в здании бывшей школы для девочек Винаминни (Vinaminni) на Мьоустрайти (Mjóstræti), 3, построенном Сигридюр Эйнарсдоуттир (Sigríður Einarsdóttir; 1831—1915) в 1885 году.
В 1906 году школа переехала в дом Мельстеда (Melsteðshús) на Эйстюрстрайти.
Осенью 1907 года школа открылась в здании магазина Томсена на улице Коласюнд, 1.
В 1912 году школа переехала в здание на Вестюргата (Vesturgata), 10А, где находилась до 1931 года.
В 1931 году школа переехала в здание на Грюндарстиг (Grundarstíg).
В 1963 году открыто школьное здание на Тингхольтсстрайти. В 1966 году школа получила третье здание — «Дом машинисток» „Vélritunarhúsið“ на Хедлюсюнд (Hellusund).
В 1981 году принято решение о строительстве нового здания на Ованлейти (Ofanleiti). Строительство началось в 1983 году. В 1986 году школа переехала из трёх своих зданий на Грюндарстиг, Тингхольтсстрайти и Хедлюсюнд в новое здание на Ованлейти, 1.

## День VÍ-MR
Ежегодно учащиеся Коммерческой школы (VÍ) соревнуются с учащимися Рейкьявикской средней школы (MR) в так называемый День VÍ-MR (VÍ-MR dagurinn). Этот день имеет более чем 30-летнюю историю, а его корни уходят в эпоху ожесточённого соперничества между школами, особенно в период, когда Коммерческая школа находилась на Грюндарстиг. Чтобы взять под контроль это соперничество и поддерживать его в приемлемом состоянии после переезда Коммерческой школы в Ованлейти студенческое самоуправление школы решило использовать его в развлекательных целях. По традиции, учащиеся школ встречаются для участия в конкурсах.

## Gettu Betur
Учащиеся Коммерческой школы дважды (2004, 2021) побеждали в телешоу Gettu betur — адаптации популярной телеигры University Challenge, которая выходит в Великобритании с 1962 года. В телеигре Gettu betur участвуют две команды по три человека. В Исландии шоу выходит на телеканале RÚV с 1986 года.